# Kolbotn Fotball Kvinner
Il Kolbotn Fotball Kvinner è una squadra di calcio norvegese, rappresentativa femminile della sezione calcistica della società polisportiva Kolbotn Idrettslag (Kolbotn IL) con sede a Kolbotn, piccolo centro della contea di Akershus.
Con i tre titoli di campione di Norvegia ed una Coppa di lega conquistati nella sua storia sportiva, il Kolbotn è una delle più titolate squadre del campionato norvegese femminile di calcio e in campo internazionale vanta il raggiungimento del terzo posto a pari merito con le danesi del Brøndby nella UEFA Women's Cup 2006-2007.
Dalla stagione 1995 milita nella Toppserien, il campionato di vertice destinato a squadre femminili di club organizzato dal Norges Fotballforbund (NFF).

## Storia
Il Kolbotn Fotball Kvinner è stato promosso nella massima serie del campionato norvegese femminile di calcio al termine della stagione 1994, dopo aver conquistato il secondo posto del gruppo 2 dei play-off promozione della 2. divisjon kvinner. La prima stagione in 1. divisjon kvinner si è conclusa con il sesto posto, migliorato l'anno seguente con il raggiungimento del quarto posto nella neonata Toppserien. Dalla stagione 1996 alla stagione 1999 il Kolbotn ha concluso il campionato al quarto posto. La scalata al vertice è continuata nelle stagioni successive fino alla vittoria del campionato, avvenuta al termine della stagione 2002. Per quel campionato la squadra era stata rinforzata con gli innesti di Bente Nordby e Ingvild Stensland. Dopo una striscia iniziale di dieci vittorie consecutive il Kolbotn prima pareggiò contro il Røa e poi perse contro il Trondheim-Ørn. Una successiva serie di sei vittorie consecutive permise al Kolbotn di vincere il campionato, anche grazie alle 19 reti segnate da Christine Boe Jensen.
L'anno seguente ha visto il Kolbotn arrivare al secondo posto in campionato e in finale della Coppa di Norvegia, senza riuscire a vincerla. Il 2003 ha segnato l'esordio nelle competizioni UEFA con la partecipazione alla UEFA Women's Cup. Il Kolbotn ha vinto il gruppo 6 della fase a gironi, ospitato a Oslo, vincendo tutte e tre le partite contro lo Juvisy (3-0), l'ASZ Breslavia (15-2) e lo University College Dublino (8-0). Nei quarti di finale il Kolbotn è eliminato dal Malmö FF Dam nella doppia sfida.
Ha vinto il suo secondo campionato nel 2005 e il terzo l'anno seguente, mentre nella stagione 2007 ha vinto la sua prima Coppa di Norvegia. Nella stagione 2006-2007 ha partecipato per la seconda volta alla UEFA Women's Cup, diventando la seconda squadra norvegese dopo il Trondheim-Ørn a raggiungere le semifinali del torneo. Dopo aver conquistato il secondo posto nel gruppo 2 del secondo turno alle spalle dell'Umeå IK, nei quarti di finale affronta il 1. FFC Francoforte. Ha vinto la gara di andata per 2-1 in casa e perso la gara di ritorno per 3-2 i trasferta, risultato che gli permise di superare il turno grazie alla regola del gol fuori casa. In semifinale ha affrontato nuovamente l'Umeå IK, perdendo entrambe le gare (1-5 in casa e 0-6 in trasferta). Nella UEFA Women's Cup 2007-2008 non è riuscito a superare il secondo turno, avendo terminato al terzo posto il gruppo 4.
Nelle stagioni successive il Kolbotn si è mantenuto nelle posizioni di medio-alta classifica, raggiungendo alternativamente i quarti di finale o le semifinali della Coppa di Norvegia.

## Palmarès

### Competizioni nazionali
- Campionato norvegese: 3

2002, 2005, 2006
- Coppa di Norvegia: 1

2007
- Campionato norvegese femminile di seconda divisione: 1

2023

### Altri piazzamenti
- Campionato norvegese:

Terzo posto: 2010, 2011
- Coppa di Norvegia:

Finalista: 1998, 2003
Semifinalista: 2000, 2002, 2004, 2005, 2006, 2008, 2011, 2016
- UEFA Women's Champions League:

Semifinalista: 2006-2007

## Organico

### Rosa 2020
Rosa, ruoli e numeri di maglia come da sito ufficiale e sito federazione norvegese, aggiornati al 14 novembre 2020.
| N. |                        | Ruolo | Calciatrice                 |
| -- | ---------------------- | ----- | --------------------------- |
| 1  | Norvegia (bandiera)    | P     | Siri Ervik                  |
| 2  | Australia (bandiera)   | D     | Nikola Orgill               |
| 3  | Norvegia (bandiera)    | D     | Maja Maria Staubo Nordahl   |
| 4  | Inghilterra (bandiera) | D     | Satara Melonie Murray       |
| 6  | Norvegia (bandiera)    | C     | Noor Hoelsbrekken Eckhoff   |
| 7  | Norvegia (bandiera)    | A     | Johanne Fridlund            |
| 10 | Norvegia (bandiera)    | A     | Synne Christiansen          |
| 11 | Stati Uniti (bandiera) | C     | Megan Brandt                |
| 13 | Norvegia (bandiera)    | D     | Sara Iren Lindbak Hørte     |
| 14 | Norvegia (bandiera)    | D     | Sara Elisabeth Idris        |
| 15 | Norvegia (bandiera)    | A     | Jenny Norem                 |
| 16 | Norvegia (bandiera)    | C     | Nathalie Rønquist Jørgensen |
| 17 | Norvegia (bandiera)    | D     | My Haugland Sørsdahl        |

| N. |                        | Ruolo | Calciatrice               |
| -- | ---------------------- | ----- | ------------------------- |
| 18 | Norvegia (bandiera)    | D     | Marit Bratberg Lund       |
| 19 | Norvegia (bandiera)    | A     | Eline Hegg                |
| 20 | Norvegia (bandiera)    | C     | Tone Bettina Besmo Pirisi |
| 21 | Norvegia (bandiera)    | D     | Hedda Øvestad             |
| 22 | Norvegia (bandiera)    | D     | Ingrid Rokke Elvebakken   |
| 23 | Norvegia (bandiera)    | C     | Kristin Holmen            |
| 24 | Norvegia (bandiera)    | A     | Julie Elise Hoff Klæboe   |
| 25 | Norvegia (bandiera)    | P     | Hildegunn Sævik           |
| 27 | Norvegia (bandiera)    | C     | Guro Møller               |
| 28 | Norvegia (bandiera)    | D     | Selma Pettersen           |
| 29 | Norvegia (bandiera)    | C     | Thea Gammelgaard Sørbo    |
| 30 | Norvegia (bandiera)    | P     | Ingrid Sliper Langeteig   |
| 33 | Stati Uniti (bandiera) | A     | Cecelia Anne Kizer        |

### Rosa 2017
Rosa e numeri come da sito ufficiale, aggiornati al 9 agosto 2017.
| N. |                     | Ruolo | Calciatrice                       |
| -- | ------------------- | ----- | --------------------------------- |
| 1  | Norvegia (bandiera) | P     | Aurora Watten Mikalsen            |
| 2  | Norvegia (bandiera) | D     | Ina Gausdal                       |
| 3  | Norvegia (bandiera) | D     | Maja Maria Staubo Nordahl         |
| 4  | Norvegia (bandiera) | C     | Sigrid Heien Hansen               |
| 5  | Norvegia (bandiera) | D     | Ane Sund Walsøe                   |
| 6  | Norvegia (bandiera) | C     | Nora Eide Lie                     |
| 7  | Norvegia (bandiera) | D     | Camilla Ose                       |
| 8  | Norvegia (bandiera) | C     | Solveig Ingersdatter Gulbrandsen  |
| 9  | Norvegia (bandiera) | C     | Tonje Pedersen                    |
| 10 | Norvegia (bandiera) | C     | Karina Sævik                      |
| 11 | Svezia (bandiera)   | A     | Antonia Pia Anna Göransson        |
| 12 | Norvegia (bandiera) | P     | Marianne Nikoline Øvstaas Sandnes |

| N. |                      | Ruolo | Calciatrice               |
| -- | -------------------- | ----- | ------------------------- |
| 13 | Norvegia (bandiera)  | A     | Silje Kittilsen           |
| 14 | Norvegia (bandiera)  | D     | Siw Døvle                 |
| 15 | Norvegia (bandiera)  | A     | Jenny Norem               |
| 16 | Svezia (bandiera)    | D     | Sanna Svensonn            |
| 17 | Norvegia (bandiera)  | D     | My Haugland Sørsdahl      |
| 18 | Norvegia (bandiera)  | D     | Marit Bratberg Lund       |
| 19 | Norvegia (bandiera)  | A     | Maren Hauge Johansen      |
| 20 | Norvegia (bandiera)  | A     | Tone Bettina Besmo Pirisi |
| 22 | Norvegia (bandiera)  | D     | Ingrid Rokke Elvebakken   |
| 23 | Norvegia (bandiera)  | C     | Kristin Holmen            |
| 24 | Norvegia (bandiera)  | D     | Julie Hoff Klæboe         |
| 28 | Finlandia (bandiera) | A     | Juliette Mikaela Kemppi   |